# Conrad Daniel von Blücher-Altona

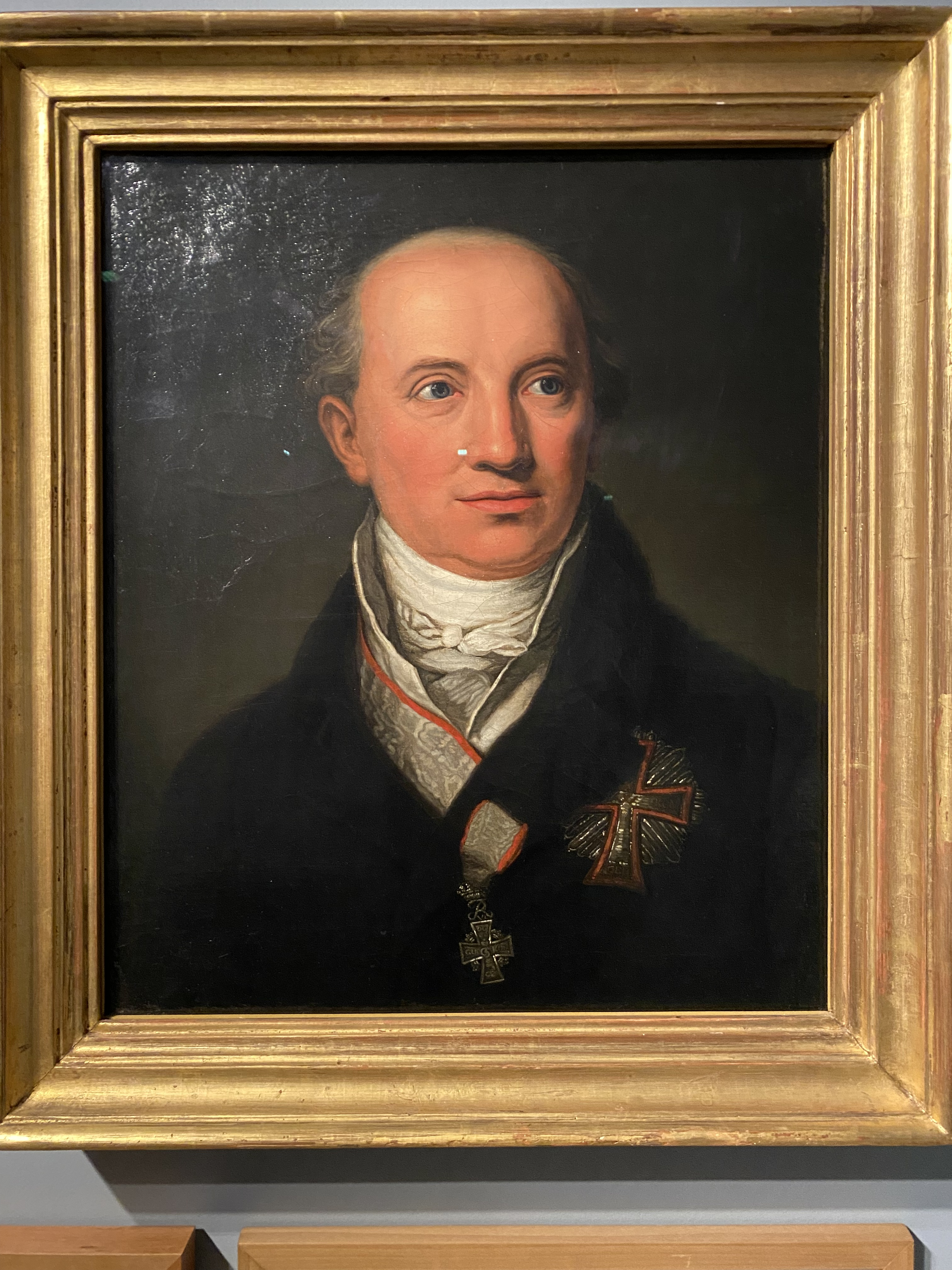
Conrad Daniel von Blücher-Altona, Portraitbild von Christoph Wilhelm Wohlien (1830), Altonaer Museum

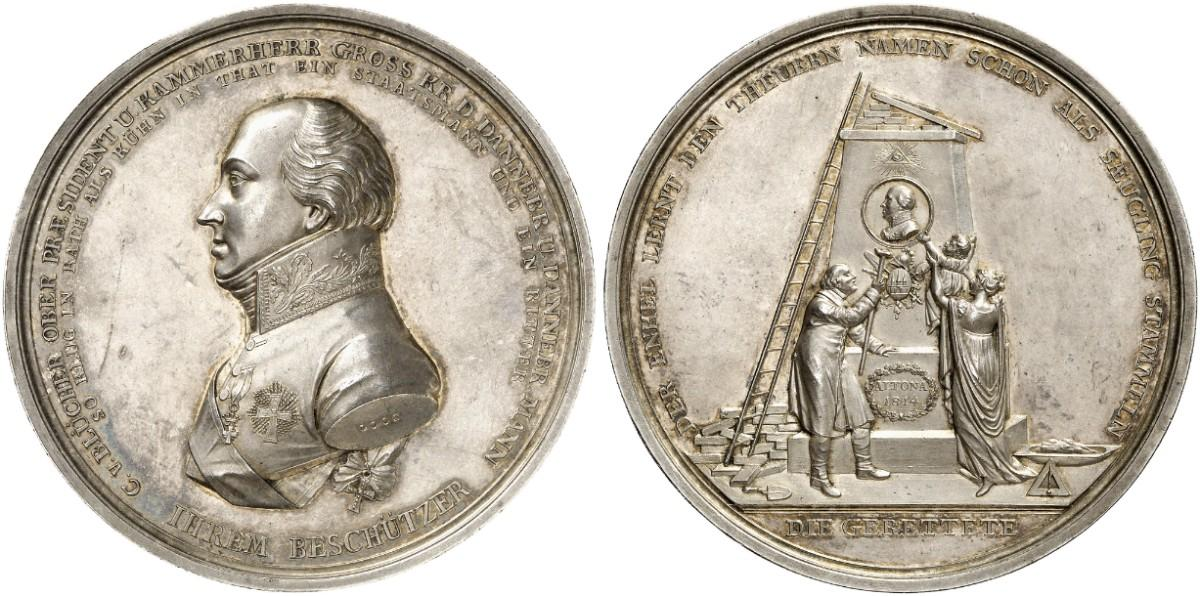
Die Stadt Altona IHREM BESCHÜTZER 1814.
SO KLUG IN RATH ALS KÜHN IN THAT, EIN STAATSMANN UND EIN RITTER. -
DER ENKEL LERNT DEN THEUREN NAMEN SCHON ALS SÄUGLING STAMMELN.

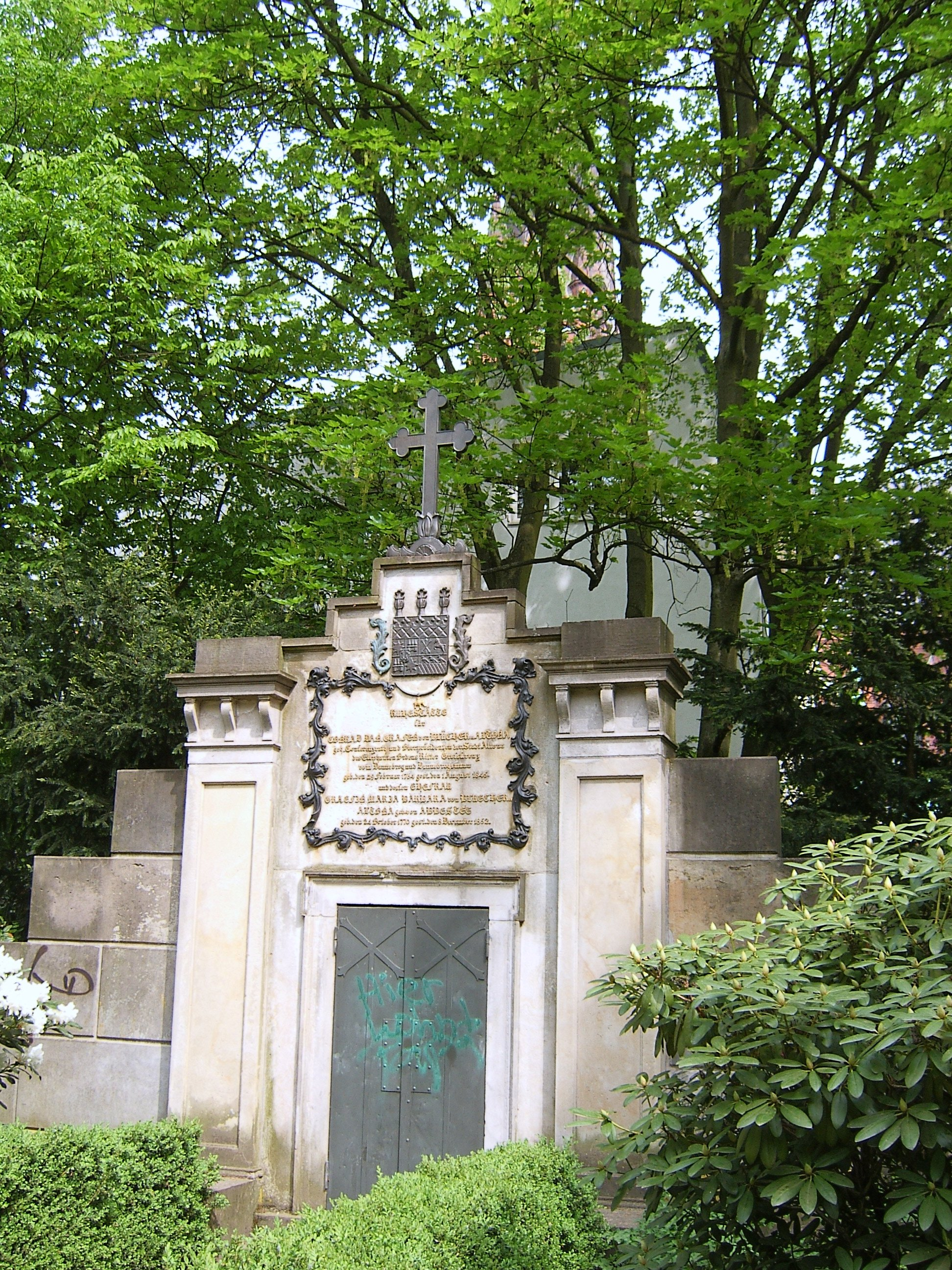
Blücher-Mausoleum Wohlers Park

Conrad Daniel Graf von Blücher-Altona (* 29. Februar 1764 in Penzlin; † 1. August 1845 in Altona/Elbe) war vom dänischen König eingesetzter Oberpräsident der Stadt Altona.

## Lebenslauf
Der Sohn Karls von Blücher, eines leiblichen Vetters des „Marschall Vorwärts“ Gebhard Leberecht von Blücher aus dem mecklenburgischen Adelsgeschlecht Blücher und Chefs des oldenburgischen Regiments der dänischen Armee, und dessen Frau Henriette Sophie von Plessen-Herzberg studierte an der Landkadettenakademie (Landkadetakademiet) in Kopenhagen und wurde später Hofmarschall am dänischen Königshof. 1802 wurde er Amtmann in Apenrade und 1808 schließlich zum Oberpräsidenten von Altona und damit zum höchsten Verwaltungsbeamten der damals zum Dänischen Gesamtstaat gehörigen Stadt ernannt. In Altona wurde er 1813 Mitglied der Freimaurerloge „Carl zum Felsen“.
Während der Belagerung Hamburgs 1813/1814 rettete er Altona vor der Zerstörung durch die Franzosen und nahm die ausgewiesenen Hamburger auf. Beim Großen Brand 1842 organisierte er die Hilfe für Hamburg und erhielt dafür als Dank die Ehrenbürgerwürde. Seit dem 7. November 1838 war er bereits Ritter des dänischen Elefanten-Ordens.
Sein Grab, ein opulent gestaltetes Mausoleum, befindet sich auf dem inzwischen stillgelegten Friedhof Norderreihe, dem heutigen Wohlers Park, in Hamburg-Altona.

## Familie
Er war seit dem 1. Mai 1794 mit Manone d’Abbestée (* 24. Oktober 1770; † 8. Dezember 1852) verheiratet. Sie hatten zwei Kinder:
- Fanny Sophie (* 26. September 1797; † 30. Juni 1835)
- Gustav Carl Frederik (* 15. Dezember 1798; † 25. März 1864)

## Denkmal

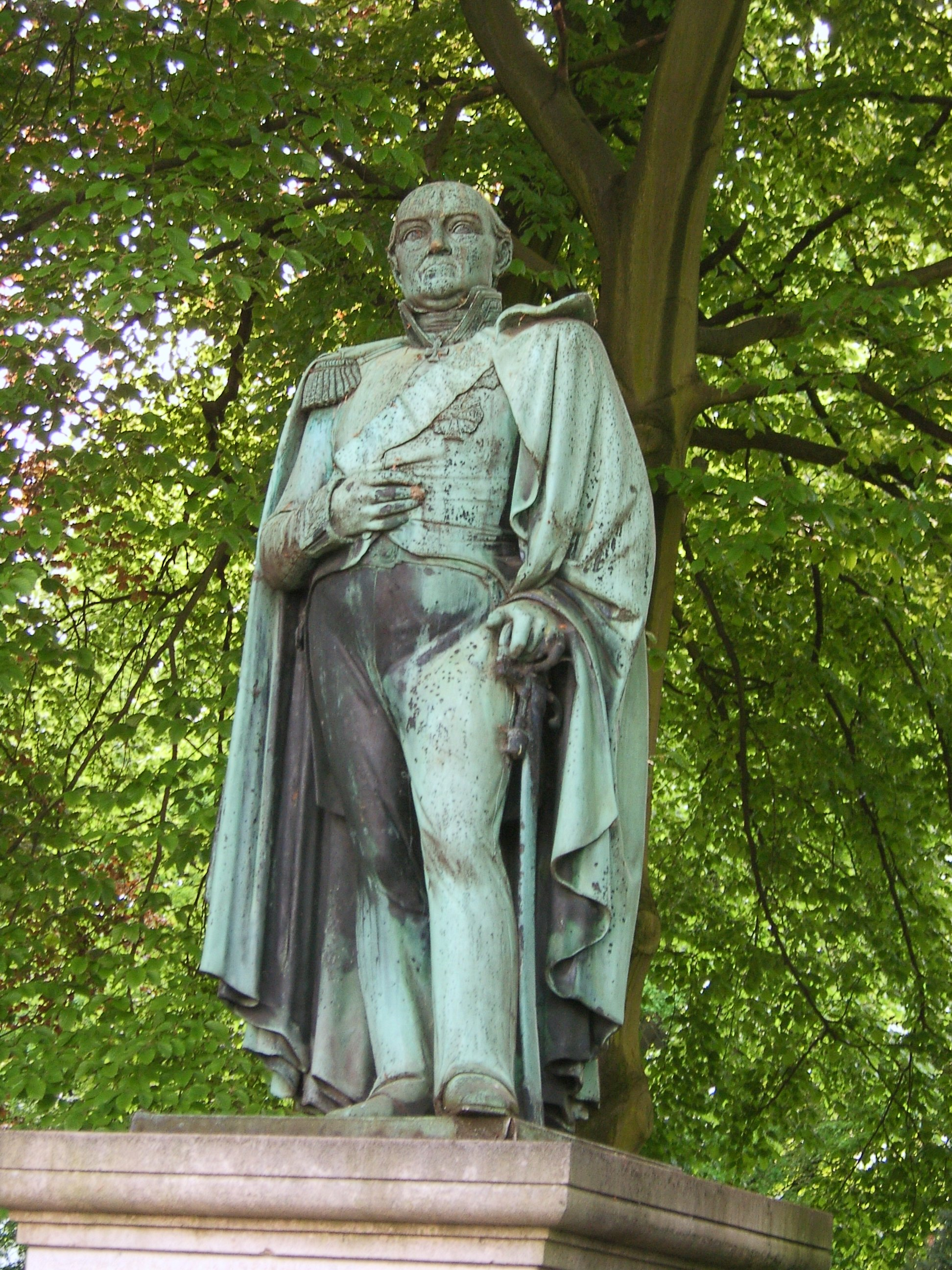
Hamburg-Altona: Graf Blücher-Standbild

Der Hamburger Bildhauer Franz Schiller schuf den Entwurf seines Denkmals. Es wurde von der Gießerei Howaldt ausgeführt und 1852 auf der Palmaille an der Einmündung des Quäkerbergs aufgestellt. Der Sockel trug die Inschrift, die schon auf dem Medaillon zu lesen war, welches die Stadt Altona 1814 „ihrem Beschützer“ hatte prägen lassen:
So klug im Rat 

Als kühn in der That, 

Ein Staatsmann 

Und ein Ritter.
Die Gartenlaube beurteilte das Denkmal 1857 in einer Weise, die heute kaum nachvollzogen werden kann:
„Nur eine von der Hand eines Hamburgers geschaffene Sehenswürdigkeit ist der Altonaer jeden Augenblick bereit, seinem Nachbar zu überlassen: das in der grandiosen Palmaille […] aufgerichtete Standbild des um die Stadt so hochverdienten Oberpräsidenten Grafen v. Blücher. Und in der That, jede menschlich fühlende Seele kann ja auch nur mit Angst und innigem Mitleid diese Figur des alten würdigen Mannes betrachten, sintemal sie im Begriff zu sein scheint, von ihrem Postamente herab rücklings in den Schmutz der Straße zu fallen. Wie manchen Spott müssen die Altonaer dieses verunglückten Standbildes wegen erdulden! Eins gereicht ihnen dabei jedoch zu einigem Trost: daß die Hamburger nicht in das Gespött einzustimmen wagen, denn es ist ja Einer der Ihrigen, der diese in Erz gegossene Missethat verübt hat.“
1890 mussten Statue und Sockel wegen Schadhaftigkeit erstmals durch den Bildhauer Engelbert Peiffer überholt werden; 1905 wurde die mit Kupfer überzogene Zinkguss-Figur durch eine Kupfer-Galvanoplastik ersetzt. 1909 erhielt das Denkmal zudem eine neue Einfriedung mit Pfosten und Ketten. Im Zweiten Weltkrieg wurde es zunächst eingelagert und nach Bombenschäden zeitweise sogar eingegraben. 1952 wurde es an seinem heutigen Standort in der Grünanlage westlich des Altonaer Rathauses (Betty-Levi-Passage) wieder aufgestellt, dabei wurde auch der im Krieg zerstörte Sockel durch einen neuen in vereinfachter Form ersetzt.